# 제주 관음사 왕벚나무 자생지
관음사의왕벚나무자생지(觀音寺의왕벚나무自生地)는 대한민국 제주특별자치도 제주시 아라동 관음사에 있는 제주벚나무 자생지이다. 1999년 10월 6일 제주특별자치도의 기념물 제51호로 지정되었다.

## 개요
제주벚나무는 장미과에 속하는 나무로 꽃은 4월경에 잎보다 먼저 피는데 백색 또는 연한 홍색을 띤다. 지형이 높은 곳에 자라는 산벚나무와 그보다 낮은 곳에 자라는 올벚나무 사이에서 태어난 잡종이며, 과거에는 왕벚나무(P. × yedoensis)와 같은 종으로 여겨지기도 했으나, 후에 다른 종임이 밝혀졌다. 제주도와 전라북도 대둔산에서만 자생하는 한국 특산종이다.
관음사의 제주벚나무 자생지는 제주벚나무 자생지로서는 가장 많은 개체수를 이루고 있으며 꽃의 형질도 매우 우수하여 보존할만한 가치가 인정되어 기념물로 지정하여 보호하고 있다.

## 참고 자료
- 관음사의왕벚나무자생지 - 국가유산청 국가유산포털